# Салют (Белгород)
ФК „Салют“ е футболен клуб от гр. Белгород, Русия. Дълги години носи името „Салют-Енергия“.

## История
Основан през 1960 г. под името „Циментик“. През 1970 получава името „Салют“. През 1983 отборът завършва на 5 място в 1 съветска лига. След разпадането на СССР играе в 1 лига на Русия, но още първият сезон изпада. През 1993 печели в звоята зона, но отказва да играе в 1 лига. През 1995 Салют изпада в Трета лига, но на следващия сезон благодарение на спонсорите от ЮКОС отборът се завръща в професионалния футбол. През 1999 след като нефтената компания спира да финансира отбора, Салют изпада в аматьорските дивизии. През 2000, под името „Салют-Енергия“, белгородският тим се завръща. През 2001 президентът Николай Головин успява да намери спонсори и привлича ветеранът Валерий Масалитин. Въпреки 35те си години, Масалитин става голмайстор на Салют. На отборът не достигат 2 точки, за да влезе в 1 дивизия. През 2002 отборът остава на 3 позиция в шампионата. На следващия сезон са привлчени много футболисти, играли във Висшата дивизия, но белгородци отново са трети. В началото на 2004 е създаден президентски съвет на Салют-Енергия, а Головин се оттегля от поста. През 2004 Салют тръгва много лошо, заемайки 14 място на полусезона. Все пак отборът се засилва и финишира пети. В сезон 2005 Салют печели втора дивизия и се класира в 1 дивизия. В първите си 2 сезона отборът едва не изпада, но завършва съответно на девето и дванадесето място. В сезон 2009 Салют записва най-силното постижение в историята си-7 място. През 2010 отборът заема 18 позиция и изпада. Следващият сезон е много силен за отборът, който си осигурява титлата 4 кръга преди края Във ФНЛ завършват на 13 място през 2012/13.

## Известни играчи
- Валерий Масалитин
- Юрис Лайзанс
- Сергей Рижиков
- Алексей Поляков
- Максим Ромащенко
- Андрей Перов
- Андрей Кобенко
- Евгений Калешин
- Александър Гришин
- Максим Ромащенко
- Денис Ткачук